# 密蘇里科技大學
密蘇里科技大學（Missouri University of Science and Technology，常簡稱Missouri S&T）是一所理工類公立大學，位於美國密蘇里州羅拉，創立於1870年，隸屬於密蘇里大學系統。

## 歷史

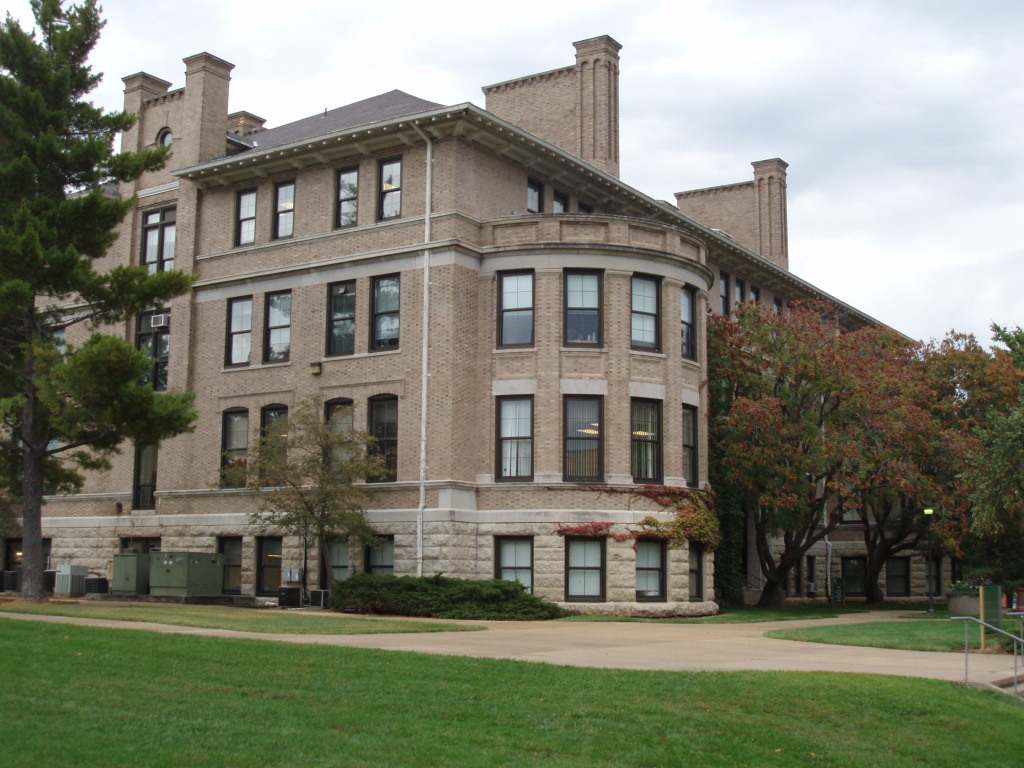
大學建築諾伍德堂（Norwood Hall）西南面

密蘇里科技大學歷史可以追溯到1870年成立的密蘇里礦業及冶金學院（Missouri School of Mines and Metallurgy），當時是密蘇里河以西最早成立的理工類教育機構。校如其名，該學院最初基本只關注礦業和冶金這兩個領域，而其所在地羅拉也是美國的礦業重鎮，供應給美國的70%的鉛都是從這裡生產的。
如同現在一樣，學院最初就是由密蘇里大學據土地撥贈法案提供贊助的。該法案贈與了密蘇里州該州兩名參議員和九名眾議院各3萬英畝土地，共計330,000英畝（133,546.26公頃；515.62平方英里）。關於這些土地如何應用引發了激烈爭議，最終方案是在該州的哥倫比亞和西南部各建一所學校。
哥倫比亞的土地給了密蘇里大學，而在以艾昂為首的艾昂縣和羅拉為首的費爾普斯縣競標之後，後者獲得這個名額，1870年12月20日正式得到土地。

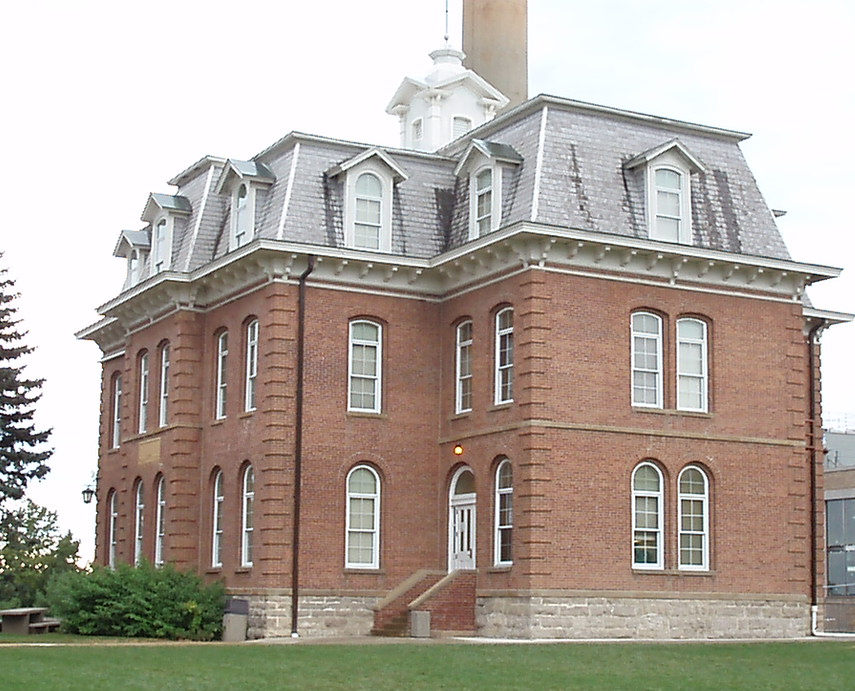
羅拉大樓（Rolla Building）

學院授課始於1871年11月23日，1874年有28名新生和3名研究生入學。在1964年之前，該學院一直是密蘇里大學農業和機械藝術學院（School of Agriculture and Mechanical Arts）下的一個部門。1964年改名“University of Missouri at Rolla”（密苏里大学罗拉分校），擁有了更多的自主權，1968年改名“University of Missouri–Rolla”（密苏里-罗拉大学）。2008年1月1日始採用現名。

## 排名
該大學在2021年《美國新聞與世界報道》的全國大學排名中列在第176位。

## 外部連結
- 官方网站
- Official Athletics website

37°57′20″N 91°46′25″W / 37.955544°N 91.773513°W